# Niagara United
El Niagara United es un equipo de fútbol de Canadá que juega en la Canadian Soccer League.

## Historia
Fue fundado en el año 2010 en la ciudad de Niagara Falls, Ontario y el 14 de mayo del 2011 hicieron su debut en la Canadian Soccer League con un empate ante el York Region Shooters 2-2.
Su primer partido de local en la liga lo jugaron ante el Toronto FC II el 21 de mayo del 2011, y el 28 de junio disputaron su primer juego internacional ante el Bedlington Terriers FC de la Northern Football League de Inglaterra, el cual perdieron 1-4.

## Jugadores

### Jugadores destacados
- Richard Wilson[5]